# Liste der Kulturdenkmale in Rhoden (Osterwieck)
In der Liste der Kulturdenkmale in Rhoden sind alle Kulturdenkmale in Rhoden, einer Ortschaft der Gemeinde Osterwieck (Landkreis Harz), aufgelistet. Grundlage ist das Denkmalverzeichnis des Landes Sachsen-Anhalt, das auf Basis des Denkmalschutzgesetzes des Landes Sachsen-Anhalt vom 21. Oktober 1991 durch das Landesamt für Denkmalpflege und Archäologie Sachsen-Anhalt erstellt und seither laufend ergänzt wurde (Stand: 31. Dezember 2021). 
Zurück zur Hauptliste

## Kulturdenkmale
| Lage                        | Bezeichnung      | Beschreibung | Erfassungs- nummer | Ausweisungsart | Bild           |
| --------------------------- | ---------------- | --- | ------------------ | -------------- | -------------- |
| Beembeck 7 (Karte)          | Herrenhaus       | Rittergut derer von Hoym oder von Saldern, alt: Lindenstraße 84 | 094 00234          | Baudenkmal     | BW             |
| Fallsteinstraße 19 (Karte)  | Bauernhaus       | nur vorderes Gebäude + Innenhof + nordwestl. Außenbereich, alt: Oberdorfstraße 25, 26 | 094 00247          | Baudenkmal     | BW             |
| Fallsteinstraße 23 (Karte)  | Wohnhaus         | alt: Oberdorfstraße 28 | 094 00249          | Baudenkmal     | BW             |
| Glockenkuhle 3 (Karte)      | Pfarrhaus        | alt: Dorfstraße 06 | 094 00245          | Baudenkmal     | BW             |
| Glockenkuhle 4 (Karte)      | Kirche           | St. Vitus, alt: Dorfstraße | 094 00243          | Baudenkmal     | Weitere Bilder |
| Kappengraben 3 (Karte)      | Bauernhaus       | alt: Kappengraben 42 | 094 00250          | Baudenkmal     | BW             |
| Kirchstraße 2 (Karte)       | Bauernhaus       | alt: Dorfstraße 13 | 094 00246          | Baudenkmal     | BW             |
| Kirchstraße 4 (Karte)       | Gasthof          | alt: Dorfstraße 89 | 094 00239          | Baudenkmal     | BW             |
| Kirchstraße 8 (Karte)       | Bauernhaus       | alt: Dorfstraße 85 | 094 00237          | Baudenkmal     | BW             |
| Kirchstraße 11 (Karte)      | Bauernhaus       | alt: Dorfstraße 45 | 094 00242          | Baudenkmal     | BW             |
| Kirchstraße 11 B (Karte)    | Bauernhaus       | alt: Dorfstraße 46 | 094 00238          | Baudenkmal     | BW             |
| Kirchstraße 12 (Karte)      | Bauernhaus       | alt: Dorfstraße 87 | 094 00236          | Baudenkmal     | BW             |
| Krugstraße 2 (Karte)        | Scheune          | | 094 41260          | Baudenkmal     | BW             |
| Krugstraße 8 (Karte)        | Ackerbürgerhof   | Resthof, zwei Gebäude an der Straße | 107 15011          | Baudenkmal     | BW             |
| Krugstraße 11 (A/B) (Karte) | Bauernhaus       | alt: Krugstraße 5 | 094 00240          | Baudenkmal     | BW             |
| Lindenstraße 9 (Karte)      | Bauernhaus       | alt: Lindenstraße 68 | 094 00231          | Baudenkmal     | BW             |
| Lindenstraße 10 (Karte)     | Bauernhaus       | alt: Lindenstraße 54 | 094 00232          | Baudenkmal     | BW             |
| Lindenstraße 21 (Karte)     | Bauernhaus       | Gebäude hinter Lindenstraße 21, alt: Lindenstraße 74 | 094 00233          | Baudenkmal     | BW             |
| Pannegasse 1 (Karte)        | Orts-Feuerwehr   | ehemaliges Bauernhaus, alt: Oberdorfstraße 61 | 094 00230          | Baudenkmal     | BW             |
| Schöne Jugend 1 (Karte)     | Bauernhaus       | alt: Schöne Jugend 39 | 094 00274          | Baudenkmal     | BW             |
| Fallsteinweg (Karte)        | Grenzturm Rhoden | Grenzsicherungsanlage, am 30. Oktober 2015 als Denkmal ausgewiesen, Lage: Flur 14, Flurstück 88; südwestlich der Ortslage an der Gemarkungsgrenze auf dem Höhenausläufer, Denkmalbereich erstreckt sich bis zum Grenzzaun. | 10715052           | Baudenkmal     | BW             |

- siehe auch: Liste der Kulturdenkmale in Osterwieck

## Legende
In den Spalten befinden sich folgende Informationen:
- Lage: Nennt den Straßennamen und wenn vorhanden die Hausnummer des Kulturdenkmals. Die Grundsortierung der Liste erfolgt nach dieser Adresse. Der Link „Karte“ führt zu verschiedenen Kartendarstellungen und nennt die geographischen Koordinaten.
Link zu einem Kartenansichtstool, um Koordinaten zu setzen. In der Kartenansicht sind Baudenkmale ohne Koordinaten mit einem roten bzw. orangen Marker dargestellt und können in der Karte gesetzt werden. Baudenkmale ohne Bild sind mit einem blauen bzw. roten Marker gekennzeichnet, Baudenkmale mit Bild mit einem grünen bzw. orangen Marker.
- Offizielle Bezeichnung: Nennt den Namen, die Bezeichnung oder zumindest die Art des Kulturdenkmals und verlinkt, soweit vorhanden, auf den Artikel zum Objekt.
- Beschreibung: Nennt bauliche und geschichtliche Einzelheiten des Kulturdenkmals, vorzugsweise die Denkmaleigenschaften.
- Erfassungsnummer: Für jedes Kulturdenkmal wird in Sachsen-Anhalt eine 20stellige Erfassungsnummer vergeben. Die letzten zwölf Ziffern werden für die Untergliederung nach Teilobjekten genutzt und werden nur angegeben, soweit vergeben. In dieser Spalte kann sich folgendes Icon  befinden, dies führt zu Angaben zu diesem Baudenkmal bei Wikidata.
- Ausweisungsart: Die Einordnung des Denkmales nach § 2 Abs. 2 DenkmSchG LSA
- Bild: Ein Bild des Denkmales, und gegebenenfalls einen Link zu weiteren Fotos des Kulturdenkmals im Medienarchiv Wikimedia Commons. Wenn man auf das Kamerasymbol klickt, können Fotos zu Kulturdenkmalen aus dieser Liste hochgeladen werden: